# Serie de televisión

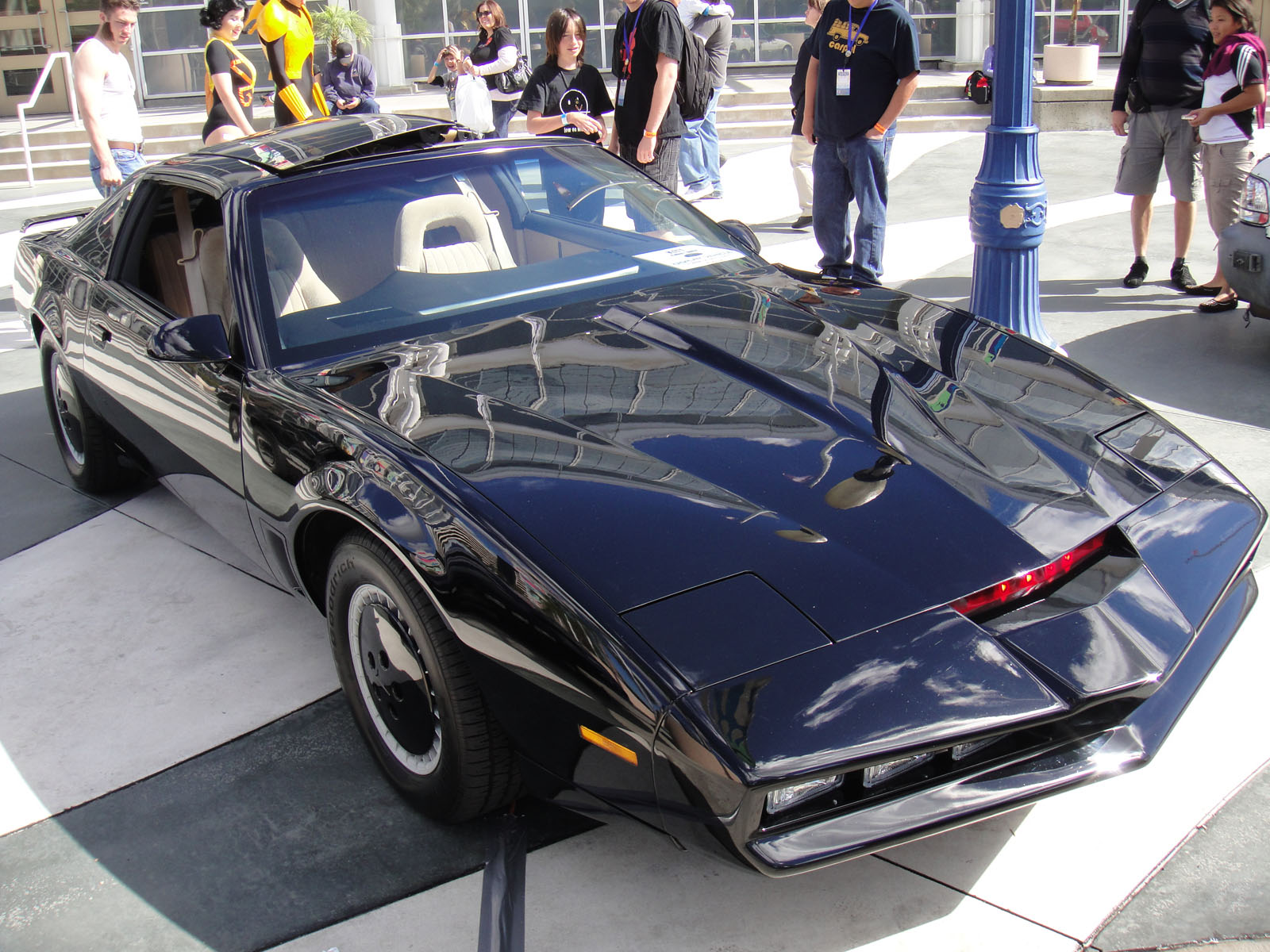
Pontiac Firebird Trans Am de 1982 ("K.I.T.T.") de la serie Knight Rider

Una serie de televisión es una obra de carácter audiovisual y generalmente narrativa que se difunde por televisión, en entregas periódicas, manteniendo cada una de ellas una unidad y continuidad argumental o al menos temática (serie de antología) con los episodios anteriores y posteriores. Puede constar de una o más temporadas.

## Periodicidad y producción
Las series televisivas pueden emitirse por temporadas o conjuntos de capítulos que pueden presentar o no una temática propia y paralela al argumento general de la serie. Aunque el término se emplea popularmente para designar a la ficción seriada, otros géneros son susceptibles de ofrecerse en serie, como el documental.
La serie televisiva no debe ser confundida con la película o filme, aunque esta pueda tener también segundas partes (secuelas), analepsis (precuelas), refundiciones o reboots o formar ciclos más o menos extensos en torno a un personaje, las llamadas franquicias, series cinematográficas o sagas (por ejemplo, las formadas en torno al personaje de James Bond o el de Indiana Jones, o las trilogías acogidas bajo el marbete de Guerra de las galaxias). Por otra parte, de un personaje secundario de una serie televisiva puede nacer otra en la cual este personaje sea el principal (por ejemplo, de un personaje de la serie Cheers surgió Frasier, y de otro de Breaking Bad nació Better Call Saul). A la serie así nacida se le llama serie derivada o spin-off.
Para crear una serie el procedimiento habitual es crear una prueba de concepto llamada episodio piloto o inicial, que sirve para que los productores puedan comprobar si la fórmula adoptada es buena y, al alcanzar elevada audiencia y una buena crítica, pueda ser susceptible de invertir más dinero en que tenga continuidad, se corrijan los defectos menores que puedan percibirse o, al no pasar la prueba, quede como un simple telefilme suelto. En la elaboración de este tipo de productos son muy importantes los equipos de guionistas, supervisados por el productor ejecutivo o showrunner, encargado de todos los aspectos creativos del serial y, casi siempre, el redactor jefe de la llamada Biblia o conjunto de caracteres constantes y desarrollos que han de seguir todos los guiones. Para confeccionarlos, se recurre habitualmente a programas informáticos de guiones como Final Draft, Celtx u otros.
La idea inicial para un episodio se llama "trampolín", "palanca" o springboard. Con frecuencia es necesario un avance previo o trailer de lo ocurrido en anteriores episodios para refrescar el recuerdo de la trama. Luego, antes de los créditos, una parte inicial de la narración sirve de "anzuelo" para captar el interés del público, el llamado conflicto, problema o teaser, casi siempre un brete que sirve para enfocar y picar la atención del espectador. En la estructura es importante también la "etiqueta" o tag, la escena o escenas finales que vienen tras el último intermedio comercial y que sirve para atar cabos sueltos, proponer o avistar posibles intrigas posteriores y sostener e incentivar la continuidad a largo plazo del argumento, de modo que inciten la fidelidad a la serie.
En la elaboración del guion son importantes los llamados "pareados", diálogos de dos líneas en que un personaje contesta a otro de forma epigramática o ingeniosa. El escaletista divide el guion literario en escenas para que luego el realizador forme el guion técnico, procurando que sean significativas y redondas en sí mismas. Cuando se va con retraso en la producción, o falta presupuesto, se suele recurrir a un episodio recapitulatorio o "episodio de recortes" que contiene diversos flash-backs tomados de episodios anteriores, pasajes destacados y ya conocidos enmarcados en un mínimo de nuevo material.
En el caso de las comedias es importante la postproducción, pues se añaden efectos de distinto tipo que subrayan los gags: sonoros como la risa enlatada o las tomas falsas al final. Otro fenómeno a tener en cuenta son los documentales sobre el rodaje, que constituyen un género propio, destinado a explotar el mercado que constituyen los fans de la misma, pues cada serie genera además un importante merchandising.

## Tipología temática
El género fue influido al comienzo por el serial radiofónico y la novela romántica. Argumentalmente, casi siempre desarrollan tramas folletinescas por entregas en torno a mentiras y secretos que se van desvelando poco a poco. Después se instaló en el género una gran diversidad argumental, que incluso hibrida los géneros, porque es algo que suele aumentar las posibilidades de éxito al aumentar el seguimiento de distintos tipos de espectadores:

Friends ha sido una de las más populares.

- Las sitcom o comedias de situación (MASH, Un hombre en casa, 7 vidas, Cheers, Frasier, Farmacia de Guardia, Friends, El príncipe del rap, Seinfeld, The Cosby Show, The Big Bang Theory..)
- Las familiares (La tribu de los Brady, Los Walton, Con ocho basta, La casa de la pradera, Los Serrano...)
- Las comedias dramáticas (Flaked, Grace & Frankie, Nurse Jackie, Orange Is the New Black, Parenthood, Rescue Me, Weeds)
- Las comedias irreverentes (Veep, Arrested Development, Padre de familia, BoJack Horseman, Club de Cuervos, F Is for Family, Love, Summer Heights High, Unbreakable Kimmy Schmidt, Wet Hot American Summer.)
- Los dramas políticos o sociales (Homeland, Chernobyl, House of Cards, Occupied, The Good Wife, The West Wing).
- Las de crímenes (policiales, de detectives, de mafiosos...) Colombo, Kojak, Sherlock, Bron, Sin rastro, Canción triste de Hill Street, Cold Case, Los Soprano Law and Order UVE, Better Call Saul, Bloodline, Fargo, The Blacklist, The Bridge, Twin Peaks, Agatha Christie's Poirot, Los pequeños asesinatos de Agatha Christie.
- Los thrillers de suspense, de acción, de aventuras o de espías (Mission impossible, Lost, Piratas, Bates Motel, Breaking Bad, Dexter, Sons of Anarchy, La casa de papel, The Fall, The Following, Curro Jiménez, The Killing, Condor; 24, Arrow, La Reina del Sur, Marco Polo, Outlander, Prison Break, The Last Kingdom, Turn, Vikings.)
- Las del oeste o westerns (Bonanza, Gunsmoke, El virginiano...)
- Las de superhéroes (Gotham, Marvel’s Daredevil, Marvel’s Jessica Jones, The Flash.)
- Las histórico-costumbristas y biográficas (Yo, Claudio, Arriba y abajo, Mad Men, The Crown, Narcos, Peaky Blinders, The Americans).
- Las de ciencia-ficción, incluidas las distópicas y ucrónicas. (Star Trek, UFO, Espacio 1999, Ascension, Between, Heroes, Orphan Black, Sense8, The 100, The 4400, Humans y Under the Dome).
- Las fantásticas (Juego de Tronos, Supernatural, Expediente X, Stranger Things, Fringe, Grimm, El ministerio del tiempo, The Witcher)
- Las de terror: Tensión, The Walking Dead, American Horror Story, Hemlock Grove, Penny Dreadful, Scream, Z Nation...
- Las médicas (Marcus Welby, ER, House M. D., The Good Doctor, Anatomía de Grey...)
- Las animadas (Las tres mellizas, Mazinger Z, Marco, Heidi, Naruto, Érase una vez... el hombre, Los Picapiedra, Los Simpson, Padre de familia...)
- Las sagas familiares, doramas, telenovelas o soap operas (La saga de los Forsyte, Dallas, Dinastía, Falcon Crest...)
- Las juveniles e infantiles (Pippi Calzaslargas, Misfits, Skins, Merlí, Hannah Montana, Verano azul...)
- Las documentales (L'Odyssée sous-marine du Commandant Cousteau, Cosmos, El hombre y la tierra...)

En EE. UU., las ambientadas en época actual, en torno a una familia y con tono melodramático, dirigidas en un principio por los patrocinadores sobre todo al ámbito consumidor femenino (la mujer en casa), se denominan soap operas (Dallas, Dinastía, Falcon Crest...); en Hispanoamérica, culebrones.

## Historia

### Inicios
Dos factores que tuvieron una gran importancia para la aparición de esta forma de entretenimiento fueron la radio y el cine. Durante el siglo XX, las familias de clase mediana que tenían un aparato de radio en su hogar y alrededor de la cual se reunían para escuchar las historias que se contaban en las distintas emisiones radiofónicas. Por lo que hace el cine, es obvio que las series de televisión adoptaron su formato audiovisual en una pantalla más pequeña que en las salas de proyecciones. Así pues, la televisión se popularizó gracias a la fusión de dos lenguajes: la inmediatez propia de la radio y el lenguaje audiovisual del cine.
Durante los años 1940 se fue desarrollando un fenómeno televisivo que tuvo su papel estelar a partir de los años 1950, cuando se normalizó la presencia de una televisión en los hogares. Los factores que favorecieron a que el televisor se convirtiera en un bien de consumo fueron su fácil y poco costosa producción y la innovación que supuso para la gente de aquella época.

### Estados Unidos

#### Primera edad de oro (1947-1961)
En 1927 se realizó la primera emisión televisiva experimental en Estados Unidos. La primera serie narrativa fue un policiaco, The Television Ghost (1931-1933), episodios de quince minutos en que el espectro de una víctima contaba cómo fue asesinada. Pero no fue hasta el 1941 cuando se llevó a cabo por primera vez una emisión televisiva convencional desde un plató de la ciudad de Nueva York. A causa de la intervención de Estados Unidos en la Segunda Guerra Mundial causada por el ataque a Pearl Harbor, hubo un parón que duró hasta el 1946, cuando las emisiones televisivas fueron normalizadas. Así, la Primera Edad de Oro se extiende desde 1947 hasta 1961. Este modelo televisivo se componía de programas de variedades, cómicos, concursos y antologías dramáticas grabadas en estudio, en directo o prefilmadas, con episodios independientes de una hora. Todos los productos de este tipo tuvieron influencia tanto en la radio como en el teatro y se caracterizaban por tener costes altos.
Asumiendo algo que terminaría por empobrecer el concepto televisivo, se prefirió como objetivo principal, fuera de educar e instruir al público, informarlo y motivarlo, más bien aislarlo del mundo real y entretenerlo, pues para las cadenas de televisión primaba la mayor cantidad de beneficios a corto plazo y al menor costo. Por esta razón, el género estrella durante muchos años eran las sitcoms que no exigían muchos decorados, actores y guiones complejos. Algunas de las más conocidas fueron I love Lucy (la cual surgió a partir de un serial radiofónico, recordando así la importancia que tuvo la radio) y Bewitched (1964-1972), ya que en ellas el público se podía identificar con típicas situaciones familiares y al mismo tiempo les permitía pasar un buen rato; sin embargo, los personajes solían ser estereotipados y las tramas argumentales repetidas, maniqueas y esquemáticas: el guion no tenía la importancia que hoy alberga (o no se pagaba muy bien). Por otra parte, la ideología impartida por este tipo de series era poco variada y monótona, siempre muy conservadora, en torno a los valores invariables del anglosajón blanco protestante y un sueño americano de popularidad, dinero e integración familiar, a causa de la presión que ejercían los patrocinadores publicitarios de las series, siempre deseosos de dirigirse a un público homogéneo general y amplio, a fin de excluir los sectores del mercado más reducidos, con sesgos ideológicos no compartidos o polémicos.
Pero el público empezó a darse cuenta de la ínfima calidad de este tipo de productos. Así que, sin cambiarlos mucho, intentó dárseles una cierta apariencia de novedad, al menos en el caso de las series patrocinadas por Aaron Spelling, la más convencional y esquemática de las cuales fue sin duda Vacaciones en el mar, con renovados actores invitados pero siempre con el mismo tipo de historias. En el género policiaco, cabe destacar Los intocables,Perry Mason, El fugitivo e Ironside. Dentro del western hubo series de gran nombradía, como Bonanza (1959-1973) y la segunda serie más longeva de EE. UU., Gunsmoke, de la que se emitieron 635 episodios entre 1955 y 1975 (sin contar cinco reboots posteriores). Un subgénero peculiar fueron las ficciones seriales que se centraban en animales: perros como Las aventuras de Rin tin tin (1954-1959) o delfines como Flipper (1964-1967), entre otras que se dieron también en épocas posteriores. Un ejemplo de los más originales en cuanto a su estética fue la de horror cómico familiar The Munsters (1964-1966); por otra parte, algunas series intentaban evitar la censura y el código Hays tratando serios problemas sociales específicos contemporáneos, pero trasladándolos a un tiempo ficticio futuro y lejano para volver irreal la crítica, como Star Trek: The Original Series (1966-1969), que fue criticada por cuestiones tan curiosas como las orejas de su personaje Spock, similares a las del Demonio. También tenían lectura política series como la británica y kafkiana The Prisoner (1967) o la estadounidense Los invasores (1967-1968), la cual, bajo la invasión extraterrestre y la paranoia que causaba, encubría el drama de la guerra fría, como asimismo muchos episodios de la clásica serie de espías Misión imposible (1966-1973).
Otro género que se hizo popular entre los espectadores fueron las series de antología (Anthology Live Drama). Este género se caracteriza por mostrar episodios independientes que no disponen de continuidad serial entre ellos. Muchas de estas series estaban patrocinadas por marcas. Un ejemplo claro de esto es Studio One o Westinghouse, Summer Theatre, sufragada por una empresa de electrodomésticos. Algunas series representativas de este género son The Twilight Zone y Alfred Hitchcock Presents; los guiones de estas series de misterio los hacían escritores y directores reconocidos, y con frecuencia recurrían a los símbolos y a las paráfrasis para sortear la censura moral, política, étnica y religiosa de los códigos y de los patrocinadores.
Durante los años 1950, las cadenas más importantes eran tres: la ABC (American Boradcasting Corporation), la NBC (National Broadcasting Corporation) y la CBS (Columbia Broadcasting System). Estas tres cadenas prevalecieron en la industria televisiva hasta los años 1980, cuando apareció la FOX.

#### Segunda edad de oro (1981-2000)
Para que apareciera la segunda edad de oro de la televisión americana, hubo factores y precedentes importantes que hay que tener en cuenta. No fue lo menos influyente que la televisión pudiera grabarse en cintas de vídeo, y después en otros soportes. Eso suponía que eran revisadas una y otra vez y sus defectos (y virtudes) podían aparecer con lente de aumento. El diseño de producción se volvió de pronto sumamente importante, y las reposiciones adquirieron un carácter distinto. De pronto el público se volvía muy exigente y crítico e Internet empezaba a amenazar con el fenómeno del pirateo y a volver incontrolable e hipercrítica la recepción de cualquier producto, y la publicidad empezó a considerarse una lacra maleducada y odiosa; se diferenció una televisión selecta y de pago, la televisión por cable, y otra vulgar y para pobres, la televisión analógica. Por otra parte, hubo series que señalaron el nuevo camino estético. La primera fue Hill Street Blues, emitida por NBC desde 1981 hasta 1987, obra del gran showrunner Steven Bochco, quien, reforzando el costumbrismo y el naturalismo de los guiones, adoptaba un punto de vista muy documental y realista de lo que era el día a día en una comisaría.
En efecto, renovó las series del género policial, en el que la televisión estadounidense siempre ha destacado. Se dejó de idealizar a policías y detectives, que fueron volviéndose estereotipos antiheroicos, y con ribetes de trascendencia y crítica social (Columbo, etc.: curiosamente, todos los villanos de esta serie pertenecían a la clase alta, aunque no se iba más allá al respecto). La ficción empezó entonces a librarse del esquematismo maniqueo que había deturpado las series de televisión al principio y se abrió a temas menos idealizados y convencionales y a personajes menos planos y con defectos o limitaciones. La posmodernidad, con su ironía, parodia y mezcla de géneros aparece en series como la cómico-policiaco-sentimental Luz de luna (1985-1989).
Pero la que destaca por encima de todas las series televisivas fue aquella creada por David Lynch: Twin Peaks. En aquel momento (1990) la emisión de esta serie por parte de ABC supuso una revolución en la forma de realizar la ficción televisiva que la introdujo en la modernidad. Esta serie presentaba una estética cinematográfica, una puesta en escena distinta a la serie dramática convencional, de lectura surrealista y simbolista, ritmo antitelevisivo y finales abiertos.
El drama médico fue un género dominado por la televisión americana; se introdujo en él el naturalismo, los antihéroes, la mezcla de géneros, la lucha contra el esquematismo y la crítica social. Fuera de los precedentes, destacan ER, House M. D. o Grey's Anatomy entre muchas otras.
Otra serie que tuvo su importancia en el rango de las de índole fantástica fue X-Files, emitida por la Fox entre 1993 y 2003 y creada por Chris Carter. Tomando de Twin Peaks los finales abiertos y el naturalismo, su relevancia deriva del fenómeno de fans que se creó alrededor de ella (parecido al que surgió con la serie Lost, también de final abierto, pero en una época en la que no se había generalizado Internet). Es una serie necesaria para poder entender cómo fue la ficción televisiva de los años 1990 y supuso un punto de inflexión que quedó desde entonces en la cultura popular. Con ella se optó de nuevo por los finales abiertos, la estética oscura y el realismo mágico, rechazando los convencionalismos habituales en el género fantástico y asumiendo una impronta más internacional y menos americanizada en sus contextos y argumentos. Poco aportó al mundo de la ciencia ficción la convencional Babylon 5 (1993-1998).

### Europa

#### Reino Unido
En sus inicios, había dos modelos de televisión: privada y pública. Esta última es la que tenía una mayor presencia en Europa. Cuando se habla de la televisión británica, se debe mencionar sin duda alguna la BBC (British Broadcasting Corporation), la cual, como ocurrió con distintas emisoras, se remontaba a la BBC radiofónica (British Broadcasting Company), aparecida el 1922. En 1929 empezaron las emisiones experimentales en la televisión de alta definición, pero durante la Segunda Guerra Mundial se detuvieron. Desde 1946 hasta 1955 la BBC fue la única red televisiva que hubo en Gran Bretaña hasta que apareció la competencia privada con ITV, una cadena creada con la intención de estimular el desarrollo de la sociedad de consumo en la población británica y proporcionar mayor libertad de elección al espectador.
Mientras que la BBC disponía de una programación en gran parte emitida en directo y de producción propia, la ITV se dedicaba a comprar series y telefilmes de producción americana. De esta forma, la ITV ofrecía algo de lo que la BBC carecía: dinamizó su programación abriéndose al exterior y evitando quedarse estancada, ya que la de la BBC estaba centralizada en Londres y era mucho más nacionalista; en respuesta la BBC dinamizó también su programación.
Esta competición se reflejó en las series que producían. En el año 1956 la ITV empezó a emitir Armchair Theatre en la que retransmitían obras de teatro inglesas vinculadas con los "Jóvenes airados" / Angry Young Men, un grupo británico de dramaturgos que trataba temas de relevancia social en la realidad británica del momento.
En el género cómico una de las series más importantes de la televisión británica fue sin duda Monty Phyton Flying Circus, emitida entre 1969 y 1974. Este irreverente programa, protagonizado por los humoristas Eric Idle, John Cleese, Terry Jones, Michael Palin, Graham Chapman y el Terry Gillian tuvo un impacto inmenso gracias a que fue emitida en la televisión pública y porque trataba con frescura temas de preocupación social del momento con el objetivo de atacar el sistema británico establecido desde la irreverencia más absoluta. En cuanto a series de fantasía y ciencia ficción, un clásico seminal que inspiró otros proyectos fue sin duda la longeva serie Doctor Who.
Las adaptaciones de clásicos de la literatura fueron uno de los fuertes de la industria televisiva inglesa, así como las series de ambientación histórica. La ITV produjo un clásico como Upstairs, Downstairs (1971-1975) y la BBC alcanzó una cima con la miniserie Yo, Claudio, sobre la novela de Robert Graves; cabe destacar también Poldark (1975-1977), transposición del ciclo de novelas históricas de Winston Graham que llegó a tener un remake posterior (2015), o El topo (1979), adaptación de la famosa novela de espías de John le Carré. Granada Television no reparó en gastos para elaborar otro clásico, Retorno a Brideshead (1981), sobre la novela homónima de Evelyn Waugh; también a esta cadena pertenece otro clásico, Las aventuras de Sherlock Holmes (1984-1994), personaje en el que se han inspirado otras series más modernas.

#### Italia y Francia
A la hora de hablar sobre la historia de las series de televisión en Italia y Francia, se debe hablar sobre la televisión de autor, concepto utilizado para hacer referencia al showrunner de una serie televisiva. En estos dos territorios hubo varios personajes que aportaron cuestiones significativas al dominante modelo americano.
Uno de ellos fue uno de los máximos representantes del movimiento cinematográfico neorrealista en Italia: Roberto Rossellini. Tras abandonar el mundo del cine en 1963, se unió a la televisión con la intención de crear el contenido que él quisiera y llegara a la mayor cantidad de personas. Propuso un proyecto muy ambicioso, llamado televisión didáctica, para el cual quería crear una nueva productora con la intención de elaborar una enciclopedia a través de programas televisivos y telefilmes biográficos. Desgraciadamente, ese propósito no pudo llegar más allá de su telefilme Sócrates.
En el ámbito francés destaca Jean Renoir. Uno de los formatos que más empleados eran los dramas dramáticos, ya que gracias a la emisión en directo (imitación de los modos de representación teatral) se dejaba un espacio al actor para trabajar en una atmósfera parecida a la del teatro, y de esta manera obtener un resultado lo más realista posible. Alguien que también fue una figura importante en la televisión francesa fue Jean-Luc Godard, quien tras quedar decepcionado por el cine alrededor del 1973, comenzó a experimentar con el vídeo. Esta decisión le ayudó a participar en varias series públicas francesas, como Six fois Deux (1976) o France tour détour deux enfants (1978). Su intención en la televisión era la misma que Rossellini: convertir la televisión en un espacio didáctico y crítico que cuestionase ideas preconcebidas.

### Tercera edad de oro (2000-)
La tercera edad de oro de la televisión se considera que comenzó con el nuevo milenio. La calidad de los guiones aumentó gracias a la histórica Huelga de guionistas en Hollywood de 2007-2008 que inició en los EE. UU. el Sindicato de Escritores de América Writers Guild of America y a la asunción de un complejo proceso de escritura y reescritura, que podía involucrar incluso a equipos de una veintena de guionistas especializados (dialogistas, argumentistas o autores de sinopsis, biblistas, escaletistas, etc.) bajo la dirección del showrunner, quien imponía las directivas del concepto de la serie escribiendo la llamada "Biblia", donde figuraban las constantes que debían respetar los redactores en cuanto a personajes, temas, desarrollo, estructuras y ambientes. Los temas se abrieron tanto que incluso se trató lo más excluido y morboso (el sexo en Sex in the City, Law & Order UVE, Californication, Orange Is the new Black, Con lugar, Transparent, Modern family o las autopsias, ahora elemento inevitable en los policiacos desde CSI; también se trataron temas tabú como la homosexualidad, la pederastia, la violación...) y los guiones abandonaron de una vez por todas el maniqueo esquematismo habitual y pulieron tanto el lenguaje como el contenido de sus historias; hasta los personajes secundarios pudieron empezar a dejar de ser planos y estereotípicos, evolucionan a lo largo de la serie y empiezan a tener más relieve, un pasado y un futuro. La posmodernidad influyó aportando un tono irónico y paródico y una gran mezcla de géneros, así como una nueva narrativa visual, heredada de la nouvelle vague, de la que es testimonio por ejemplo 24 (2001-2010), desarrollada en tiempo real, usando la división de pantalla y empleando la improvisación sin guion técnico y con cámara manual, buscando más naturalidad.
Destaca la emisión de la serie de J.J. Abrams y Damon Lindelof: Lost (2004-2010). Su popularidad se convirtió en un fenómeno nunca visto anteriormente en la televisión, ya que surgió una base de fans alrededor de la serie que apareció en varios foros por Internet. Igualmente, el naturalismo nacido en el género policiaco con las series de Steven Bochco prosiguió implicándose en esferas científicas, sociales y psicológicas con influyentes franquicias como CSI (2001-2016) y la longeva Ley y Orden (1990-2020), o en análisis sociales naturalistas como The Wire (2002-2008), que ahonda en la misma estructura humana de Baltimore. Se recurre a la perspectiva del criminal con series como Los Soprano (1999-2007), Dexter (2006-2013), How to Get Away with Murder (2014-), Breaking Bad (2008-2013) o Mentes criminales (2005-2020). Otra característica es la ampliación cronológica de la acción mediante un uso abundante de la analepsis (Sin rastro, 2002-2009 o Cold Case, 2003-2010, o la ya citada Lost, por ejemplo).
Las series de animación se renovaron ampliando su público a la edad adulta y asumiendo igualmente guiones mucho más exigentes. Del esquematismo apenas crítico de Los Picapiedra (1960-1966) de Hanna-Barbera se pasó a la acidez implacable de Matt Groening (Los Simpson, 1989-) o Seth MacFarlane (Padre de familia, 1999-), entre otros.

Netflix es una de las plataformas de streaming más utilizadas mundialmente hoy en día.

Las series históricas y de fantasía heroica empezaron a dotarse de presupuestos y guiones de calidad. Es el caso de Vikings (2013-2020) o Juego de tronos (2011-2019). En el terreno de los policiacos, el abanico se amplió al noir nórdico con series tan adaptadas como la sueco-danesa Bron / Broen (2011-2018), entre otras, y se revitalizan viejos clásicos con episodios que alcanza la extensión de largometrajes (Sherlock), 2010-2017. Las series de fantasía y ciencia ficción experimentaron un gran empuje, con obras maestras como la británica Torchwood (2006-2011), The Man in the High Castle (2015-2019), la ya citada Game of Thrones (2011-2019), Humans (2015-2018), Westworld (2016-) o las diversas prolongaciones de los universos de Star Trek y Marvel. Las series históricas o de interés social también impresionan fuertemente, como la miniserie Chernóbil (2019) o El cuento de la criada (2017-).
Desde el entonces, han ido apareciendo una gran variedad de producciones televisivas, a causa de nuevas formas de consumo por cable e Internet; se trata principalmente de empresas comerciales de entretenimiento que ofrecen al público un extenso catálogo de contenido audiovisual a cambio de una tarifa mensual. Los máximos exponentes de estas empresas son HBO Max, Netflix y Amazon Prime Video, aunque existe un gran número de plataformas de streaming. Esta circunstancia ha favorecido el binge-watching o marathon-viewing, un fenómeno cultural que consiste en ver programas de televisión consecutivamente. Este hecho ha beneficiado la globalización de las series de televisión, es decir, ahora cualquier ciudadano con un nivel medio de vida puede ver programas televisivos, sea donde sea.

## Series de ficción

### Estructura para todo
Existen producciones que no cumplen el requisito de tener una estructura narrativa; pese a ello, son consideradas como series, por su factura, proceso de producción y forma de programación.

### Producción y programación
Por norma general, las series de ficción son producciones mucho más costosas que los seriales. Ello se debe a que suelen plantearse para cubrir los horarios de mayor consumo televisivo o prime time, mientras que los últimos se destinan a las bandas diurnas o daytime, donde los niveles de audiencia son menores.
Debido a su considerable coste, se programan una vez a la semana (ocasionalmente, dos o tres) y casi nunca en tira diaria (en inglés, strip), que es como suelen emitirse los seriales.
Una serie suele concebirse de forma cerrada, con final previsto, pero dejando abierta la posibilidad de ampliar la producción, en función de los resultados de audiencia. Lo más habitual es que se realice una primera tanda de trece episodios y, si el éxito acompaña, es muy probable que la serie regrese con nuevas entregas.

### Tipología
- Comedia de situación. (Sitcom en inglés) Desde el punto de vista de la producción y la programación, se definen por una duración entre 20 y 40 minutos por sus limitados escenarios (uno o dos y casi siempre interiores) y porque se graban con la asistencia de público.
- Teleserie o series de largo recorrido. Cada capítulo dura entre 50 y 60 minutos, si bien, en algunos países, como España, Argentina, Colombia y México, los metrajes pueden ser muy superiores, Poseen diferentes escenarios, tanto interiores como exteriores. Se distinguen entre dramas y comedias.
- Antología: Se trata de un tipo de serie que, en cada capítulo, cambia de personajes, de escenarios e, incluso, de equipo de producción. La continuidad entre uno y otro se consigue mediante el tema, el mismo para todos los episodios. Un ejemplo es la producción española La huella del crimen (1985), que, en cada entrega, abordaba un caso criminal distinto, basado en hechos reales. Un ejemplo de una serie de antología donde cambian los personajes, pero el equipo de producción y los actores son los mismos, es American Horror Story (2011).
- Miniserie. Es un tipo de producción a medio camino entre las teleseries y los telefilmes (en inglés, TV Movie). Suelen plantearse para al menos tres episodios, con una duración, cada uno de ellos, de aproximadamente 90 minutos, esto es, el estándar que la industria televisiva estadounidense tiene asignado a los telefilmes.
- Microserie: Producción que dura entre 3 o 5 minutos. Al igual que las comedias de situación, tienen pocos escenarios, pero sí una narrativa clara y con temáticas fuertes. Pueden tener episodios mínimos a 20, incluso por temporadas, se manejan mayormente en Internet. Por ejemplo, Camera café.
- Serie de animaciónː Dirigidas en su mayoría a público infantil/juvenil, los dibujos animados suelen emitirse en canales y en programas de TV para niños y las hay también para público de mayor edad. El humor, la fantasía y la acción están entre sus géneros más habituales.
- Webserieː Es una producción audiovisual creada para ser distribuida a través de internet, bien sea a través de la web de sus autores o de plataformas como Youtube o Netflix.

## Series documentales
El género del documental puede ser objeto de una emisión seriada en televisión, así como sus distintas variantes, surgidas a partir de un proceso de incorporación de técnicas características de otros géneros. Es el caso de los información contenida en los docudramas en que se aborda la realidad con recursos narrativos propios de las series de ficción, como la guionización a partir de tramas e, incluso, personajes. Un ejemplo de docudrama seriado es la producción española Vivir cada día, emitida por TVE1 entre 1978 y 1988.
Otra variante del documental es el docu-soap (docu, de documental; soap, de soap opera), aunque, en este caso, las técnicas narrativas utilizadas no proceden de las series de ficción, sino de los seriales televisivos. Como en estos, las tramas quedan abiertas de un capítulo a otro. La producción catalana Bellvitge Hospital, ofrecida por la televisión autonómica catalana TV3, es un ejemplo de docu-soap.